# Élections législatives de 2022 aux Îles Cook
Des élections législatives ont lieu aux Îles Cook le 1er août 2022 afin de renouveler les vingt-quatre membres du Parlement pour un nouveau mandat de quatre ans. Un référendum consultatif sur la légalisation du cannabis médical est organisé simultanément.
Le Parti des îles Cook du Premier ministre Mark Brown arrive en tête, et reconduit un gouvernement de coalition avec deux élus indépendants.

## Contexte
La politique nationale est dominée par deux principaux partis politiques dans le cadre d'un bipartisme élargi où subsiste néanmoins des partis mineurs.
Le Parti des îles Cook (CIP) est le parti du gouvernement sortant, du Premier ministre Mark Brown, ayant remporté dix sièges aux élections de juin 2018 et formé un gouvernement de coalition avec les deux députés indépendants et l'unique député du Mouvement pour l'unité des Îles Cook.
Nationaliste, visant la sauvegarde de la culture des îles Cook, le Parti des îles Cook est généralement considéré plus à gauche que le Parti démocrate, de tendance libérale et détenteur de onze sièges à la suite des élections de 2018. Tina Browne est la cheffe du Parti démocrate et la cheffe de l'opposition parlementaire. Pour ces élections, le Parti des îles Cook met en avant sa bonne gestion de la pandémie de Covid-19 ainsi que de l'économie du pays durant la crise ; il propose de modestes augmentations du salaire minimum et des pensions de retraite.
Le parlement est dissout le 15 juin 2022 par le Représentant de la Reine aux Îles Cook Tom Marsters, qui fixe le même jour les élections au premier août suivant.
Cinq partis sont en lice lors des élections de 2022, pour un total de soixante-neuf candidats. Outre les deux grands partis, le Mouvement pour l'unité des Îles Cook, fondé en 2014 et mené par l'ancien ministre Teina Bishop, dit vouloir « promouvoir une approche plus collégiale à la politique », et souhaite à nouveau participer à un gouvernement de coalition. Le Parti uni des Îles Cook, créé pour ces élections par Teariki Heather, présente dix-sept candidats dont l'ancienne joueuse de netball de l'équipe nationale néo-zélandaise Margharet Matenga (en), et demande un très net accroissement du salaire minimum pour lutter contre l'inflation des prix des denrées importées, ainsi qu'une diminution de près de moitié des salaires des députés. Le Parti progressiste des îles Cook, nouveau également, est représenté uniquement par son fondateur Te Tuhi Kelly, qui mène campagne contre le népotisme.

## Système politique et électoral

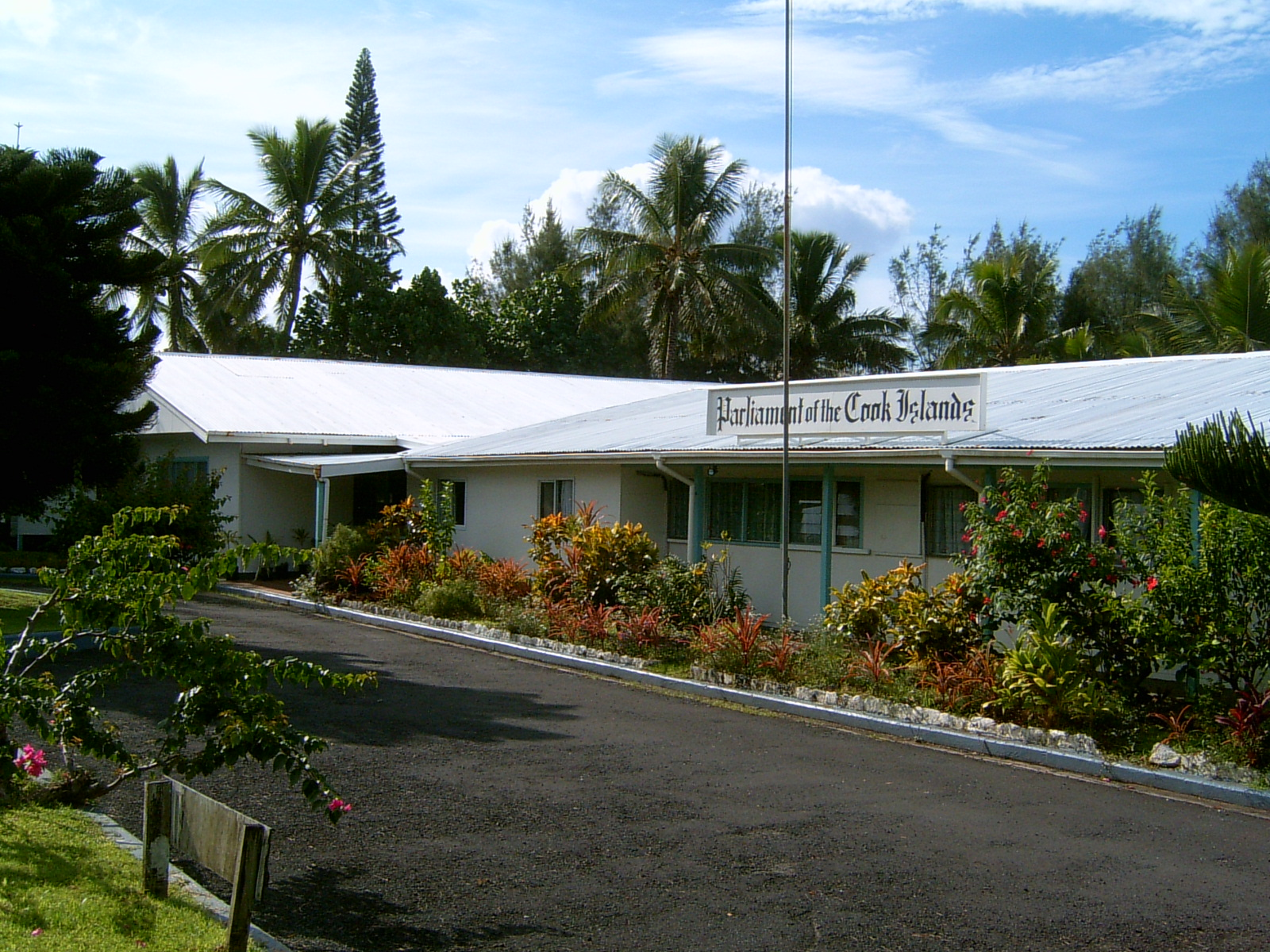
Bâtiment du parlement à Avarua.

Les Îles Cook sont un État associé ayant délégué une partie de sa souveraineté à la Nouvelle-Zélande. Le modèle politique du pays est fondé sur le système de Westminster avec un parlement qui produit et contrôle le Premier ministre et son gouvernement. L'article 13.2.a de la constitution des Îles Cook stipule ainsi que le représentant de la Reine nomme Premier ministre le député qui dispose de la confiance d'une majorité au Parlement.
Le Parlement des Îles Cook est composé de vingt-quatre sièges pourvus pour quatre ans au scrutin uninominal majoritaire à un tour dans autant de circonscriptions,.

## Résultats
|                          |                                      |       |       |       |        |               |  |  |  |
| Partis                   | Partis                               | Voix  | %     | +/-   | Sièges | +/-           |  |  |  |
|                          | Parti des îles Cook                  | 3 890 | 44,07 | 1,77  | 12     | 2             |  |  |  |
|                          | Parti démocrate                      | 2 377 | 26,93 | 14,98 | 5      | 6             |  |  |  |
|                          | Parti uni des Îles Cook              | 1 660 | 18,81 | Nv    | 3      | 3             |  |  |  |
|                          | Mouvement pour l'unité des Îles Cook | 237   | 2,68  | 8,13  | 1      | en stagnation |  |  |  |
|                          | Parti progressiste des îles Cook     | 18    | 0,20  | Nv    | 0      | en stagnation |  |  |  |
|                          | Indépendants                         | 645   | 7,31  | 3,54  | 3      | 1             |  |  |  |
|                          |                                      |       |       |       |        |               |  |  |  |
| Suffrages exprimés       | Suffrages exprimés                   | 8 827 |       |       |        |               |  |  |  |
| Votes blancs et nuls     |                                      |       |       |       |        |               |  |  |  |
| Total                    | Total                                |       | 100   | –     | 24     | en stagnation |  |  |  |
| Abstentions              |                                      |       |       |       |        |               |  |  |  |
| Inscrits / participation |                                      |       |       |       |        |               |  |  |  |

## Analyse
Le Parti des îles Cook mené par le Premier ministre Mark Brown obtient de bons résultats en arrivant cette fois en tête et en décrochant deux sièges supplémentaires par rapport à 2018, tandis que le Parti démocrate observe un net recul. Mark Brown lui même est réélu avec une large avance dans sa circonscription de Takuvaine-Tutakimoa. Le scrutin est par ailleurs remarqué pour l'entrée au parlement d'une toute nouvelle formation politique, le Parti uni des Îles Cook, qui obtient trois sièges. Ce dernier annonce trois jours après le vote son intention de refuser de conclure un accord de coalition avec le Parti des îles Cook, se plaçant ainsi dans l'opposition.
Partenaire de coalition du Parti des îles Cook, le Mouvement pour l'unité des Îles Cook conserve de justesse son unique siège à l'assemblée, les premiers résultats préliminaires l'annonçant même perdu. Les deux députées indépendantes Te-Hani Brown (en) et Rose Toki-Brown, qui soutiennent également le gouvernement, sont également réélues. Alors crédité de dix sièges selon les résultats encore préliminaires, Mark Brown annonce par conséquent le 4 août entamer des négociations en vue de la formation d'un nouveau gouvernement, en poursuivant les accords conclus avec les députées indépendantes sous la précédente législature. Il reçoit leur soutien le lendemain. Les résultats définitifs publiés le 12 août attribuent finalement douze sièges sur vingt quatre au Parti des îles Cook, qui dispose ainsi avec ses alliés d'une solide majorité. Le 12 août, Mark Brown est de nouveau nommé Premier ministre par le représentant de la Reine aux Îles Cook, Tom Marsters.

## Suites
Le 5 février 2024, le vice-Premier ministre Robert Tapaitau (en) (député sans étiquette de la circonscription de Penrhyn) est destitué de sa fonction parlementaire, ainsi que du gouvernement, après avoir été reconnu coupable par la justice de détournement de fonds publics à hauteur de NZ$ 70 000 avec son épouse et son assistante. Il est condamné à deux ans et neuf mois de prison ferme. Albert Nicholas (en) lui succède comme vice-Premier ministre, tandis que son épouse Sarakura Tapaitau (en), se présentant sans étiquette, remporte l'élection législative partielle du 12 mars pour son siège vacant au Parlement.